# アニジマイナゴ
アニジマイナゴ（兄島蝗／兄島稲子）、学名:Boninoxya anijimensis は、バッタ目（直翅目）バッタ科に分類される昆虫の一種。小笠原諸島の兄島と弟島のみから知られる同諸島の固有種で、2011年に新属新種として記載された。属名は Bonin （小笠原の英名）＋Oxya （イナゴ属の学名）、種小名 anijimensis は「兄島に産する-」の意。2011年現在、1属1種。

## 概要
本種は、2011年までに小笠原諸島から知られたバッタ科昆虫4種のうちでは最も遅く発見された種である。それまでに小笠原諸島から知られていたバッタ科はトノサマバッタ、オガサワライナゴ、マボロシオオバッタの3種のみであったが、2008年に東京都の自然保護指導員が兄島で撮影したバッタ類の幼虫の写真は、そのどれにも合致しない特徴をもっていた。これをきっかけとして翌2009年に研究者による成虫確認がなされ、新種であることが確実となったため2011年に正式に学名が付けられて新種として発表された（＝新種記載された）。またイナゴ属に近縁ながらも特異な形質をもつとして、新種記載と同時に本種をタイプ種とする新属アニジマイナゴ属 Boninoxya Ishikawa, 2011も創設された。

## 分布
小笠原諸島の兄島と弟島のみから知られる。

## 形態
全形はイナゴ属によく似ている。体長はオスが約30mm（ホロタイプ：30.1mm）、メスが約40-42mm。メスはオスより大きくやや太っている。全体に黄緑色で、頭部から前胸にかけて背面中央に幅広い黒色帯が走るのが最大の特徴である。その後方に続く上翅も、背面中央で左右の翅が重なる部分が黒褐色となるため、背面全体に1本の黒色帯があるように見える。なお原記載に示された標本のカラー写真では、オスに比しメスは全体にやや赤味を帯びているように見える。
頭部は上部前端が丸味を帯びて突出し、顔面は斜め下に向く。触角は“糸状”で24節からなり、基部数節は黄色、それより先は暗色。オスの触角長は14mmで前胸の長さの約2倍。メスの触角長は14.6-15.3mmで実寸ではオスよりも長いが、前胸の長さの1.4倍程度で体との相対長ではオスよりも短い。複眼はつぶらで大きく、単眼とともに黒褐色。頭盾の両側基部に1対の黒斑がある。頭部背面の黒帯はつや消し状。
前胸は半円筒状で背面はやや平坦、不規則な網目状もしくは皺状彫刻があるが、彫刻も含めて表面は滑らかで光沢がある。背面正中の縦稜は弱くほとんど認められないが、前胸後縁に達して弱い角をつくる。前胸背は中央に太い黒色縦帯がある他は黄緑色で、イナゴ属に見られるような側面の黒帯（いわゆるイナゴ模様）はない。前胸の腹面中央にはイナゴ亜科に共通の特徴である前胸腹板突起（左右の前肢に挟まれる位置にある丸味のある突起。通称「のどちんこ」。）があり、この突起の後面は弱く凹んでいる。
前翅（上翅）は腹部よりもやや短く、先端は尖っている。煤けたような黄緑色を帯びた乳白色の翅脈があり、後縁は暗褐色に彩色され背中で左右が重なった時に暗色縦帯となって前胸の黒色縦帯に連なる。後翅は半透明の淡灰色で前翅より短く、オスでは前翅の4/5、メスでは1/3の長さ。
各肢（前・中・後の脚）は、いずれも腿節が黄緑色でそれより先の脛節と跗節（ふせつ）は暗色となる。後肢の腿節先端（“ひざ”）には上縁のやや内側に三日月型の黒斑があり、膝下片（後端下方の突出）は鋭角に尖ってはいるが、イナゴ属のような棘にはなっていない。後脛節には内列10本、外列8本の棘列があり、これらの棘は基部が淡色で先半は黒っぽい。後脛節先端はやや広がり、外側末端にはイナゴ亜科に共通の特徴である不動棘がある。
交尾器はイナゴ属のものに似ており、オスの肛上板は背面観で両辺がやや凹んだ三角形、表面には細かい点刻があり、尾突起は潰れた円錐形、挿入器の先端は細まる。メスの腹部の第3・第4背板の後側縁に棘状突起があり、生殖下板には後端中央の小さい湾入とその両側にいくつかの微細な棘状突起がある。産卵器は短く、上弁・下弁とも鋸歯状になる。

## 生態
乾性低木林であるシマイスノキ-コバノアカテツ群集に棲息するが、個体数は非常に少ない。シマイスノキの葉を食べる。飼育下で兄島に生育する他のいくつかの植物を与えられてもシマイスノキしか食べなかったため、単食性だと考えられている。イナゴ亜科の多くの種はイネ科その他の草本を食べており、木本を食草とする本種は特異であるとされる。雌雄ともに後翅が短く飛翔能力はないとされる。成虫になるまでには7齢を要し、天敵としてはハシナガウグイスが本種の幼虫を捕食した例が知られている。

## 分類
全体にイナゴ属 Oxya の種に似るが、イナゴ属に見られるようなイナゴ模様（前胸側面の黒色帯）がなく、かわりに背面中央に太い黒色帯があること、後肢腿節の膝下片が角張ってはいるが棘にならない（イナゴ属では棘状になる）ことなどから、本種をタイプとして新属アニジマイナゴ属が創設された。2011年現在では兄島の固有属で1属1種の単型。
- 【原記載】:Boninoxya anijimensis Ishikawa, 2011, Jpn. J. syst. Ent. 17(1):115-120, figs. 1-16.[1]
- 【タイプ産地】：Ani-jima, the Ogasawara Islands, Japan.
- 【タイプ標本】：ホロタイプ（オス成虫）、パラタイプ3個体（メス成虫2個体、メス幼虫1個体）。

ホロタイプとパラタイプ2個体（メス成虫・幼虫）は神奈川県立生命の星・地球博物館所蔵、パラタイプ1個体（メス成虫）は愛媛大学ミュージアム所蔵。いずれも標本の登録番号などは原記載に記されていない。

## 保全状況評価
- 環境省第4次レッドリスト（2012年公表）[5]
  - 情報不足（DD）（環境省レッドリスト）

- 東京都レッドリスト（島嶼部）（2011年公表）[6]
  - 情報不足（DD）